# Missô
Missô (português brasileiro) ou Miso (português europeu) (味噌) é um ingrediente tradicional da culinária japonesa feito a partir da fermentação de soja e sal, algumas vezes adicionando-se  arroz, cevada e outros ingredientes. O resultado é uma pasta usada principalmente para fazer a sopa de missô ou missoshiru (味噌汁, Misoshiru), dissolvido em água quente, misturado com alguns vegetais e legumes.

## Origem
O missô é uma pasta de soja fermentada muito utilizada na culinária japonesa, chinesa e coreana. Acredita-se que o missô foi originado do Hishio, uma pasta feita a partir da carne ou do peixe macerado e misturado com “cereais fermentados”, sal e saquê, essa mistura era colocada em um pote e maturado por 100 dias. Mais tarde outros ingredientes foram incorporados à receita, dentre eles a soja. O Missô pode ser classificado pela cor (vermelha, branca ou cores claras), sabor (doce ou salgado) e as diferentes combinações de ingredientes na fermentação (soja com arroz, soja com trigo ou somente a soja), sempre tendo a soja como base.

## Sabor
O sabor, aroma, textura e aparência de qualquer tipo específico varia do tipo do missô assim como a região e época que o missô foi feito.  Os ingredientes usados, temperatura e duração da fermentação, quantidade de sal, variedade do kōji e o recipiente de fermentação também contribuem. As mais comuns categorias de sabor do missô de soja são:
- Shiromiso, "missô branco"[4]
- Akamiso, "missô vermelho"[4]
- Kuromiso, "missô preto"
- Hatchomiso'"missô bege'"[4]

Os missôs tipo branco e vermelho (shiromiso e akamiso) são os tipos básicos de missô disponíveis em todo o Japão e outras partes do mundo. Diferentes variedades são apreciadas em diferentes regiões. Por exemplo, na região oriental, de Kanto, que inclui Tóquio, o shiromiso é mais popular, enquanto na região ocidental, de Kansai, região que engloba Osaka e Quioto, o hatchomiso escuro é preferido, e o akamiso é o preferido na área de Tohoku.

## Produção da Pasta de Soja
O processo geralmente  consiste no cozimento da soja, a preparação do Koji, a mistura da soja cozida com o arroz inoculado com Koji e sal, essa mistura passa por uma processo de fermentação, mistura, pasteurização e empacotamento.

### Ingredientes

#### Soja
Soja amarela, rica em proteínas preferencialmente cultivada no Japão. A maior diferença entre a soja cultivada no Japão e dos EUA está na quantidade de óleo e carboidratos; As variedades japonesas tem menor quantidade de óleos que as do EUA. Na preparação dos grãos para a fermentação é feita a lavagem, depois eles ficam de molho em água por cerca de 20 horas a 16°C e é feita a drenagem. A soja é cozida a vapor à temperatura de 115°C  por cerca de 20 minutos.

#### Arroz
Arroz japonês com granulometria uniforme, sem sabor e com pH maior que 5,5. O arroz fica de molho em água (15°C) de um dia para o outro ou até a umidade do grão esteja em 35%. A água é drenada e o arroz é cozido a vapor por 40 minutos, após o cozimento esse arroz é misturada com o Koji, essa mistura então é incubado em uma sala com temperatura e umidade controlados.

#### Cevada
Geralmente utilizado para fazer Missô de forma caseira – “missô rural”, rico em ácido glutâmico, componentes aromáticos: ácido ferúlico e ácido vanílico, seu objetivo principal é dar sabor para a pasta de soja. Adicionado durante a fermentação dependendo do tipo de missô que está sendo produzido. 

#### Sal
Originalmente utiliza-se sal bruto, nas fábricas é utilizado sal semi-refinado com mais de 95% de pureza.

#### Koji
Fermento que tem como base a levedura Aspergillus oryzae, muito utilizado na culinária asiática para fazer shoyu, missô e saquê. Essa levedura é inoculada no arroz ou na cevada e esse grão passa por uma etapa de fermentação. É uma fonte de enzimas para converter os constituintes vegetais complexos em simples, hidrólise do amido e proteínas de soja.

#### Leveduras e bactérias
No método tradicional era adicionado uma parte do missô mais velho ao mais novo, como uma fonte desses microrganismos, desde 1955 são adicionados o inócuo desses microrganismos na produção como um acelerador da fermentação. São utilizados as leveduras : Zygosaccharomyces rouxxi e Candida versatilis e a bactéria produtora de ácido lático : Tetragenococcus halophilus. A proporção é 1 litro desses compostos consegue produzir 1 Tonelada de missô.
A soja cozida é levemente amassada e misturada com o arroz inoculado com koji e também é adicionado o uma combinação de leveduras e bacterias e passa por uma etapa de fermentação em 20°-30°C, o tempo de fermentação varia de acordo com o tipo de missô desejado podendo variar de 1 mês até 12 meses de fermentação. Ao final desse processo o produto é misturado, esmagado, pasteurizado e empacotado. 